# P-120 Malachit
P-120 Malachit (ryska: П-120 Малахит (Malakit), NATO-rapporteringsnamn: SS-N-9 Siren) är en sovjetisk sjömålsrobot utvecklad för att ersätta både P-70 Ametist för ubåtar och P-15 Termit för ytfartyg.

## Historia
1962 kom deignbyrån Masjinostrojenija (OKB-52) med ett förslag på en enhetlig sjömålsrobot för både ubåtar och ytstridsfartyg. 28 februari 1963 fattade Sovjetunionens ministerråd beslut om att låta Masjinostrojenija utveckla och tillverka roboten. Problem med robotens motor gjorde att provskjutningarna inte kunde inledas förrän 20 september 1968. 1970 genomfördes ytterligare provskjutningar från korvetten S-51 Burja (storm) och med början i mars 1972 togs roboten i tjänst ombord på övriga korvetter i Projekt 1234 Ovod (Nanuchka-klass). De första ubåtsbaserade robotarna togs i tjänst i november 1973 ombord på den första ubåten i klassen Projekt 670M (Charlie II-klass).

## Konstruktion
Flygkroppen på Malachit har samma diameter som Termit, men är drygt tre meter längre och mer strömlinjeformad. Jetmotorn ger Malachit längre räckvidd än både Termit och Ametist, något som gjorde det nödvändigt att kunna ta emot måluppdateringar i flykten på samma sätt som P-35 Progress.
Malachit har samma radarmålsökare som Ametist, men den är kompletterad med en infraröd målsökare för att minska känsligheten för störningar.